# Careproctus atrans
Careproctus atrans és una espècie de peix pertanyent a la família dels lipàrids.

## Descripció
- Fa 7,5 cm de llargària màxima.
- Nombre de vèrtebres: 47.[5][6]

## Hàbitat
És un peix marí i batidemersal que viu fins als 1.300 m de fondària.

## Distribució geogràfica
Es troba al nord de les illes Malvines.

## Observacions
És inofensiu per als humans.